# 弗里奧縣 (德克薩斯州)
弗里奧縣（英語：Frio County）是美國德克薩斯州南部的一個縣。面積2,938平方公里。根據美國2000年人口普查，共有人口16,252人。縣治皮索爾（Pearsall）。
成立於1858年2月1日。縣政府成立於1871年7月20日。縣名來自同名的河流（西班牙語「冷」的意思）。